# Elecciones generales de Puerto Rico de 1976
Se realizaron elecciones generales en Puerto Rico el 2 de noviembre de 1976. Carlos Romero Barceló del Partido Nuevo Progresista de Puerto Rico fue elegido como Gobernador y al mismo tiempo su partido ganó una mayoría del voto para el Comisionado Residente a la Cámara de Representantes de los Estados Unidos y en ambas cámaras. La participación fue de 86.1%.

## Contexto
Las elecciones del 1976 se caracterizan por ser las séptimas (7.ª) realizadas luego del establecimiento de la Constitución de Puerto Rico de 1952, la cual se caracteriza por la institucionalización del Senado de Puerto Rico con 27 miembros y la Cámara de Representantes de Puerto Rico de 51 miembros, además del sistema de acumulación en la elección de los parlamentarios y de representación a minorías.